# Врмац
Врмац (черног. Vrmac / Врмац) — полуостров в Которском заливе Адриатического моря, в западной части Черногории. Наивысшая точка — вершина Святого Ильи (черног. Sveti Ilija / Свети Илија) высотой 785 метров.
Другие вершины:
- черног. Velji vrh / Вељи врх (712 м)
- черног. Čisti vrh / Чисти врх (616 м)
- черног. Popova Glava / Попова Глава (584 м)
- черног. Sveti Vid / Свети Вид (440 м)

## География
Врмац лежит между заливами Котора и Тивата, его северная оконечность упирается в лежащий напротив Пераста пролив Вериге и залив Рисана. Полуостров состоит из флиша. Склоны покрыты маквисом.
На Врмаце расположены следующие населенные пункты:
- Тиват
- Ластва
- Лепетане
- Столив
- Прчань
- Муо

## История
В прошлом Врмац имел большое стратегическое значение, так как через пролив Вериге проходила граница между Венецианской республикой и Османской империей. На северной оконечности хребта у выхода из пролива Вериге расположена церковь-крепость Богоматери Ангелов.
На одной из вершин полуострова находится бывшая австро-венгерская крепость Врмац, действовавшая в 1860—1918 годах.
С 2007 года под полуостровом действует тоннель Врмац протяжённостью 1637 метров, соединивший Котор и Тиват.
У подножия полуострова расположен стадион «Под Врмацем», на котором играет футбольный клуб «Бокель» из Котора.